# Buellia pseudotetrapla
Buellia pseudotetrapla är en lavart som först beskrevs av Pusswald, och fick sitt nu gällande namn av Elix. Buellia pseudotetrapla ingår i släktet Buellia och familjen Physciaceae.   Inga underarter finns listade i Catalogue of Life.